# Alexis André
Alexis André, pseudonimo di Alexis André Desclos (Parigi, 23 settembre 1855 – Parigi, 29 settembre 1935), è stato uno scultore francese.

## Biografia
Alexis André completa i suoi studi a École nationale supérieure des beaux-arts di Parigi, dove successivamente segue i corsi degli scultori Antonin Mercié, Jules Cavelier, Louis Léopold Chambard e i corsi di disegno del pittore e illustratore Alfred Lavidière. Inoltre, frequenta i laboratori degli scultori Jules Dalou e Eugène Guillaume, e occasionalmente quelli di Auguste Rodin e Antoine Bourdelle.
Nel 1885 Alexis André debutta al Salon con una statua di Panurgo. L'anno successivo espone La Fable des comédiens e un busto di Rieur acquistato dal barone Alphonse de Rothschild.
Sempre più attirato dalla ritrattistica Alexis André esegue una serie di busti.